# Rayger Károly (orvos, 1641–1707)
Rayger Károly (Pozsony, 1641. szeptember 22. – Pozsony, 1707. január 14.) orvosdoktor, Lipót császár udvari orvosa. Rayger Károly orvos apja.

## Élete
Pozsonyban született, ahová apja, Rayger Vilmos orvos Bécsből költözött 1636-ban. Miután középiskoláit szülővárosában bevégezte, 1659-ben az altdorfi egyetemre ment, 1661-ben pedig Wittenbergben és 1662-ben Strasbourgban folytatta tanulmányait. 1665-ben Leidenben tanulta az orvosi tudományokat; innét Párizsba ment, ahol a bonctani és sebészeti előadásokat hallgatta és Montpellierben a füvészetből szerzett ismereteket. 
1667-ben visszautazott Strasbourgba, ahol orvosdoktorrá avatták. Olaszországot beutazva, 1668-ban visszatért hazájába és Pozsonyban 39 évig orvosgyakorlatot folytatott. I. Lipót császár udvari orvosává és Magyarország főorvosává nevezte ki, 1694. december 24-én pedig a bécsi császári Leopoldina akadémia tagjának választotta. 
Az influenzajárvány pozsonyi fellépését ő írta le és ismertette a német Leopoldo-Carolina akadémia közlönyében a Miscellanea curiosa medico-physica naturae curiosorum (Frankfurt és Lipcse, 1677.) című folyóirat 312. lapján. Halála után Aulberus lelkész mondott fölötte gyászbeszédet. Emlékbeszédet a Leopoldina akadémiában Genselius János Ádám tartott, mely az Ephemer. Natur. Curiosor. Centur. VII. és VIII. függelékében a 190. és köv. l. jelent meg az epitaphiummal együtt, melyet Veszprémi (Succincta Medivorum Biogr. I. 145. l.) közöl.

## Újságcikkei
Cikkei a bécsi Ephemerides Natur. Curiosorumban (Decur. I. Annus I. Observ. 7. De Anatomia Monstri bicipitis, Obs. 278. De periculosis Capitis vulneribus, 279. De maxilla inferiore tota ore candente, 280. De capite monstroso sine cranio et cerebro, 281. De febre maligna cum exanthematibus miliaribus, 282. De Valvulis cordis osseis, 283. De Calculo in vesicula fellea humana, 284. De mictione materiae albae, crassae, viscidae, Acidulis Egranis curata, 285. De calculo adnato grumo sangvinis, 286. De Volatica, 287. De abscessu infimi ventris per umbilicum evacuatio, An. IV. et V. Obs. 1. De defectu arteriárum spermaticarum, 2. De Lapide serpentis pileati, 3. De paracentesi ascitici et de femina anasarca laborante, aperta, 4. De parotidibus, 5. De aurium vermibus, 6. De repentina morte cum tota corporis inflatione, 7. De pleuritide curato, cui ex assumto incaute vomitorio varia symptomata, 10. De Cardialgia miris symptomatibus stipata, tandem lethali, 11. De asthmatica aperta, 12. De abscessu abdominis ingenti et rarae magnitudinis, feliciter curato, 89. De vermibus cum nive cadentibus, 90. De fungis monstrosis et insolitae, formae, An. VI. et VII. Obs. 100. De Lacrymis sangvineis, 201. De epilepsia infantum, 202. De quibusdam in dissectione recens natorum observatis, 203. De malignitate occulta, catarrhum in pectore mentita, 204. De abortu bis venae sectione impedito, 205. De observatis quibusdam in uteri curatione, 206. De calculo per scrotum excreto, 207. De alapa lethali, 208. De gangraena spontanea tali, cum asthmate, 209. De oleo lini cum haemoptysi, 210. De phthisi et morte ex potu frigido, 211. De Visus privatione, omniumque membrorum tremore, ex totius corporis refrigeratione. 212. De epilepsia, apoplexiae superveniente lethali, 212. De catarrhis, an. 1675. per autumnum grassantibus, 214. De sero lacteo venae sectione extracto, 215. De serpente ex homine post mortem prorepente, An. VIII. Obs. 57. De Hippomane, 58. De foetu canino a puero per aluum excreto, 59. De Morpheae nigra, 60. De utero putrefacto, illaeso foetu, 61. De Phthisi, et morte ex vulnere pulmonum, 62. De mirabili quadam odontalgia, et innoxia opiatorum continuatione, 63. De quibusdam in Dysenteria observatis, 64. De Puella sine cerebro vitali, An. IX. et X. Obs. 109. De innoxie deglutitis, 110. De hemiplexia ex ischuria, 111. De livore totius corporis periodice recurrente, 112. De sera dentitione, Decur. III. An. II. Obs. 21. De Formicis volantibus, Obs. 22. De Locustis volantibus, 23. De Nadragulya antipodagrico remedio, 24. De Liene rupto, 25. De ore sine palato, 26. De pinguedine in abdomine tumorem tampanitico similem efficiente, 27. De trigeminis successive editis, 28. De Pusione Empusa, An. III. Obs. 134. De Nasturtio albo antiarthritico, 135. De enormi haemorrhagia uteri salvo foetu, 136. De hydrope ex catarrho salutari, 137. De Asthmate ex hydrope pectoris, 138. De Febre tertiana intermittente oedematosa, 139. De Mesenterio abscessibus scatente.

## Munkái
- Dissertatio medica, de inedia. Praes. Alb. Sebisio. Argentoratum, 1664.
- Dissertatio inaug. medica de Salivae natura et viciis. Uo. 1667.
- Observationum medicinalium Centuria a D. Paulo Spindlero Posonii consignata, studio et opera Caroli Raygeri collecta, in ordinem redacta, scholiis propiisque observationibus aucta. Accessit D. Mart. Rulandi Sen. thesaurus medicus, continens aurea medicamenta, omni aetate et sexu, contra omnes morbos... Francofurti, 1691. (Ism. Acta Erud. Lipsiens).
- Jacobi Rolandi de Belebad Aglossostomographia sive Descriptio oris sine lingua quod perfecte loquitur, et reliquas suas functiones naturaliter exercet: e Gallico in latinum conversa et adnotationibus illustrata (Ephemerides Nat. Curios. Decur. an. III. Appendix).
- Constitutio epidemica Posoniensis annorum 1695. 1696. 1697. (Ephemerid. Nat. Cur. Decur. III. An. V. et VI.).
- Observatio de Puella sine cerebro nata. (Bibliotheca Dan. Clerici et I. Jac. Mangeti anatomica, edit. geneu. an. 1685. Libr. II.).

### Kéziratban
Diarium observationibus prope trecentis refertum; Responsa et consilia medica; Constitutiones aëris ab an. 1647. ad an 1705.; Ephemerides de andemiis et epidemicis Hungariae; Commentarius in Wernherum de admirandis Hungariae Aquis.